# Джухай Чемпиъншип
Джухай Чемпиъншип (珠海网球冠军赛) (на английски: Zhuhai Championships) е професионален турнир по тенис за мъже от серия ATP 250, провеждан в Джухай, Китай. Играе се на открити твърди кортове на Hengqin International Tennis Center в Джухай, който разполага със 17 открити кортове и стадион с 5000 места.

## История
През февруари 2019 г. ATP и Huafa Group обявяват Джухай за домакин на търнир в календара през септември.

## Шампиони

### Мъже сингъл
| Година | Шампион                                       | Финалист                                      | Резултат                                      |
| ------ | --------------------------------------------- | --------------------------------------------- | --------------------------------------------- |
| 2024   | Турнирът на се провежда                       | Турнирът на се провежда                       | Турнирът на се провежда                       |
| 2023   | Карен Хачанов                                 | Йошихито Нишиока                              | 7 – 6(7–2), 6 – 1                             |
| 2022   | Турнирът на се провежда (пандемията КОВИД-19) | Турнирът на се провежда (пандемията КОВИД-19) | Турнирът на се провежда (пандемията КОВИД-19) |
| 2021   | Турнирът на се провежда (пандемията КОВИД-19) | Турнирът на се провежда (пандемията КОВИД-19) | Турнирът на се провежда (пандемията КОВИД-19) |
| 2020   | Турнирът на се провежда (пандемията КОВИД-19) | Турнирът на се провежда (пандемията КОВИД-19) | Турнирът на се провежда (пандемията КОВИД-19) |
| 2019   | Алекс де Минор                                | Адриан Манарино                               | 7 – 6(7–4), 6 – 4                             |